# Jarczów (gmina)
Pour les articles homonymes, voir Jarczów.
Jarczów est une gmina rurale (gmina wiejska) du powiat de Tomaszów Lubelski, dans la Voïvodie de Lublin, dans l'est de la Pologne.
Son siège administratif (chef-lieu) est le village de Jarczów, qui se situe environ 14 kilomètres (km) à l'est de Tomaszów Lubelski (siège du powiat) et 118 kilomètres au sud-est de la capitale régionale Lublin (capitale de la voïvodie).
La gmina couvre une superficie de 107,5 km2 pour une population de 3 618 habitants en 2006.

## Histoire
De 1975 à 1998, la gmina est attachée administrativement à l'ancienne voïvodie de Zamość.

Depuis 1999, elle fait partie de la nouvelle voïvodie de Lublin.

## Géographie
La gmina inclut les villages (sołectwa) de:

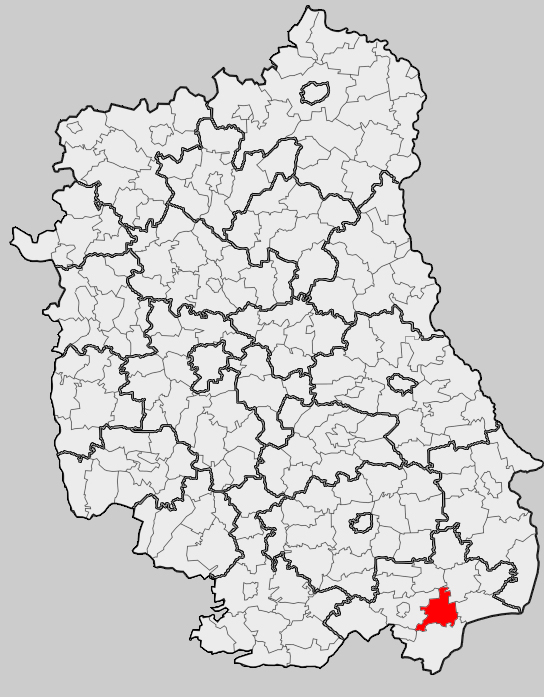
Position de la gmina dans la voïvodie

- Chodywańce
- Gródek
- Gródek-Kolonia
- Jarczów
- Jarczów-Kolonia Druga
- Jarczów-Kolonia Pierwsza
- Jurów
- Korhynie
- Łubcze
- Nedeżów
- Plebanka
- Przewłoka
- Sowiniec
- Szlatyn
- Wierszczyca
- Wola Gródecka
- Wola Gródecka-Kolonia
- Zawady

### Gminy voisines
La gmina de Jarczów est voisine des gminy de
- Łaszczów
- Lubycza Królewska
- Rachanie
- Tomaszów Lubelski
- Ulhówek

## Structure du terrain
D'après les données de 2002, la superficie de la commune de Jarczów est de 107,5 kilomètres carrés, répartis comme telle :
- terres agricoles : 80 %
- forêts : 14 %

La commune représente 7,23 % de la superficie du powiat.

## Démographie
Données du 30 juin 2004:
| Description        | Total  | Total | Femmes | Femmes | Hommes | Hommes |
| ------------------ | ------ | ----- | ------ | ------ | ------ | ------ |
| Unité              | Nombre | %     | Nombre | %      | Nombre | %      |
| Population         | 3 688  | 100   | 1 856  | 50,3   | 1 832  | 49,7   |
| Densité (hab./km²) | 34,3   | 34,3  | 17,3   | 17,3   | 17     | 17     |